# Consenso universale
Consenso universale in filosofia è quello su cui convergono i giudizi di tutti riguardo ad idee, concetti, opinioni, valori. Lo stesso significato è nell'espressione  "consensus gentium" ("consenso delle genti, dei popoli") che si ritrova per la prima volta nello stoicismo come dimostrazione di verità.
La parola "consenso" deriva dal latino consensus, unione delle due parole cum e sentire. Quindi, etimologicamente, consenso vuol dire "sentire insieme". Il termine "universale" deriva anch'esso dal latino universorum, caso genitivo del sostantivo pl. universi che significa "tutti".
La parola consenso universale quindi vuol dire "il consenso di tutti" ed è un concetto che  ricorre nell'argomento filosofico dell'innatismo il quale sostiene che vi siano nozioni, concetti e principi con specifici contenuti che non vengono appresi tramite l'esperienza ma che si ritrovano uguali in tutti gli uomini fin dalla nascita. A riprova di questa concezione si porta l'ulteriore argomento del consenso universale secondo il quale vi sarebbero idee o valori comuni a tutti gli uomini indipendentemente dalle loro differenze ambientali e culturali.

## Storia dell'innatismo

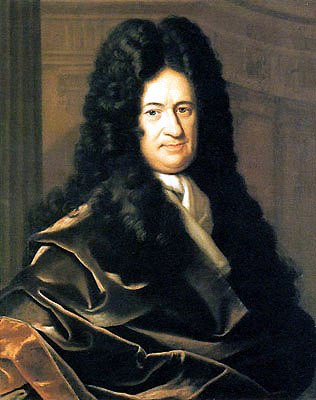
Gottfried Wilhelm von Leibniz

All'origine dell'innatismo vi è la filosofia platonica che afferma come il pensiero possa elaborare le forme concettuali universali e formali delle cose tramite il "ricordo" delle essenze ideali che l'anima ha contemplato prima di incarnarsi in un corpo.
Aristotele si opporrà all'innatismo platonico criticando la dottrina delle idee in nome dell'esperienza sensibile  ma nello stesso tempo egli sarà all'origine di una diversa forma d'innatismo propria delle capacità e attitudini umane che sarà ripresa dallo stoicismo con la teoria delle communes notiones e del consensus gentium sulla quale Cicerone fonderà la concezione etica cosmopolitica della origine delle leggi.
Dopo Platone la teoria dell'innatismo sarà fatta propria sia da filosofi pagani (Plotino e i filosofi neoplatonici, Giamblico, Proclo), che cristiani (Agostino d'Ippona, Giovanni Scoto Eriugena), i quali però per giustificare la presenza nell'uomo di idee innate  sostituirono alla teoria della reminiscenza quella dell'illuminazione divina.
A favore di un certo tipo d'innatismo si schierò anche Gottfried Leibniz (1646-1716), che correggeva l'adagio empirista «nihil est in intellectu quod non prius fuerit in sensu» («Nulla è nell'intelletto che non fu già nei sensi»)  aggiungendo «excipe: nisi intellectus ipse» («fatta eccezione per  l'intelletto stesso»)  Questo per significare che non vi è nulla nella mente prima della nascita, e quindi dell'esperienza sensibile, se non la mente stessa, con le sue strutture e categorie, che potrebbero già includere vari concetti molto generali, formali, quali spazio, tempo, oggetto, ecc.
Confusi con l'innatismo potrebbero sembrare, nello stesso senso della concezione di Leibniz,   gli "a priori" kantiani di spazio e tempo e le categorie, ma in effetti questi sono modi di funzionamento della nostra mente, funzioni trascendentali, forme prive di contenuto mentre le idee innate hanno un preciso oggetto di conoscenza.
Anche nell'ambito della teologia cattolica e della casistica gesuitica si è ricorso all'argomentazione del consenso universale al fine di risolvere gli eventuali conflitti fra la libertà di coscienza e la legge ricorrendo a quei principi morali sui quali vi sia stato un accordo di tutti.

## Critica

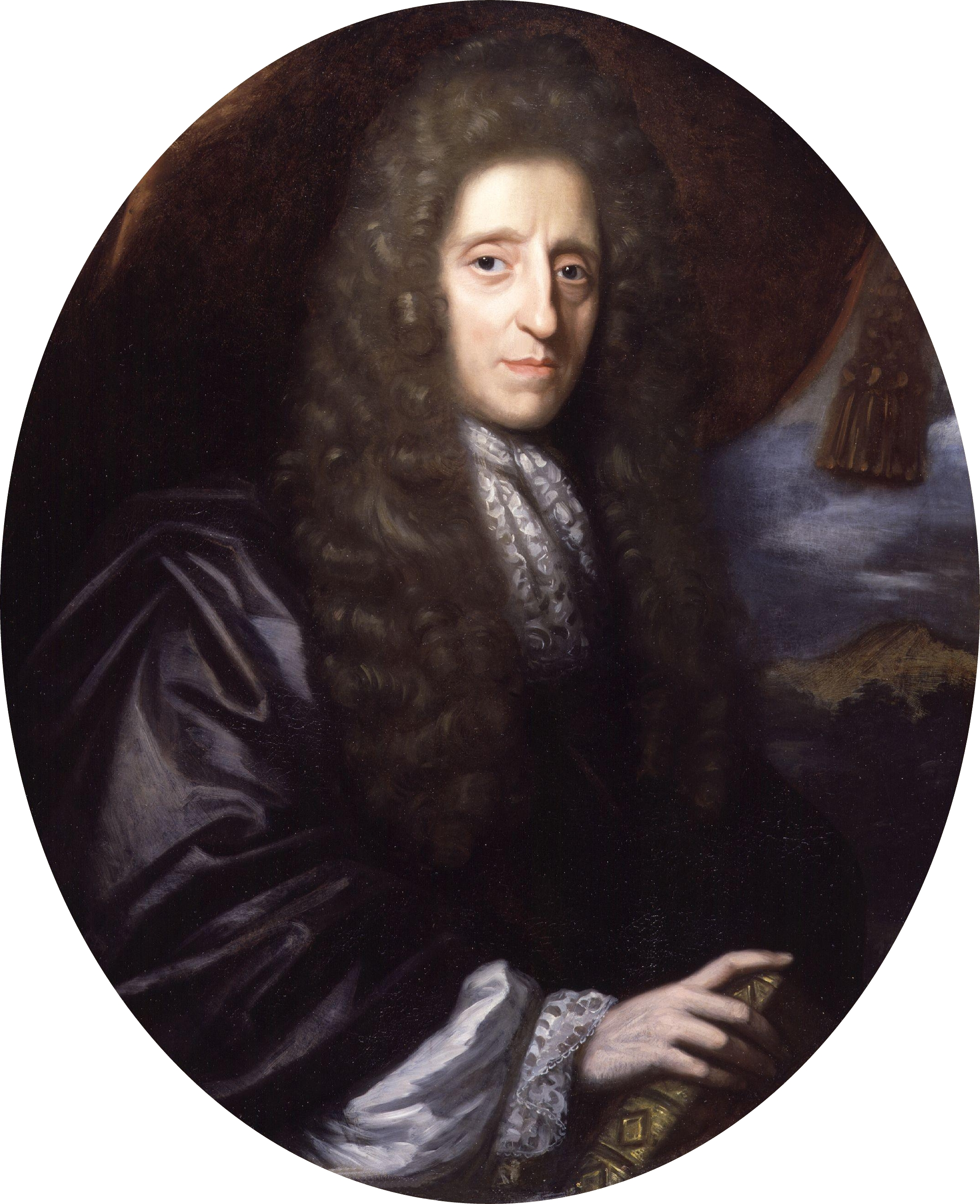
John Locke ritratto da Herman Verelst (1689)

La critica più articolata sulla idea del consenso universale è stata espressa nell'ambito dell'empirismo, la corrente filosofica, nata nel Seicento in Inghilterra, secondo cui la conoscenza deriva esclusivamente dai sensi o dall'esperienza. Gli empiristi negano che gli uomini abbiano idee innate, o che qualcosa sia conoscibile a prescindere dall'esperienza.
Così si esprime infatti John Locke a proposito delle idee innate che sarebbero quelle «impresse nella mente dell'uomo, che l'anima riceve agli albori della sua esistenza e porta con sé nel mondo»  come  l'idea di Dio o dell'infinito, i principi logici, come quello di non contraddizione, i principi morali universali.
Poiché questi principi sono «ammessi da tutto il genere umano come veri, sono innati; quei principi che ammettono gli uomini di retta ragione sono proprio i principi ammessi dall'intero genere umano; noi, e coloro che hanno la nostra stessa opinione, siamo uomini di retta ragione; dunque, poiché noi siamo d'accordo, i nostri principi sono innati.» 
Ma anche senza le osservazioni precedenti quel preteso innatismo, ad esempio dell'idea di Dio che si ritroverebbe in tutti i popoli, è facile dimostrare, afferma Locke, come sia inconsistente se si chiedessero loro le caratteristiche della divinità in cui credono: questa infatti verrebbe descritta in base alla esperienze particolari dell'ambiente, della cultura di quei singoli uomini risultando alla fine  molto diversa da tutte le altre idee della divinità; per cui ciò che veramente hanno in comune le diverse genti non è l'idea di Dio ma il semplice nome. Altra è la via per credere in Dio:

## L'innatismo ai fini del potere
Locke si domanda come mai ai suoi tempi questa concezione dell'innatismo sia ancora così diffusa e risponde, anticipando il tema fondamentale dell'illuminismo, affermando che il fine degli innatisti è quello di sottrarre alcuni principi alla verifica continua dell'esperienza allo scopo di presentarsi come tutori interessati di verità assolute:

## Comunicazione e consenso universale

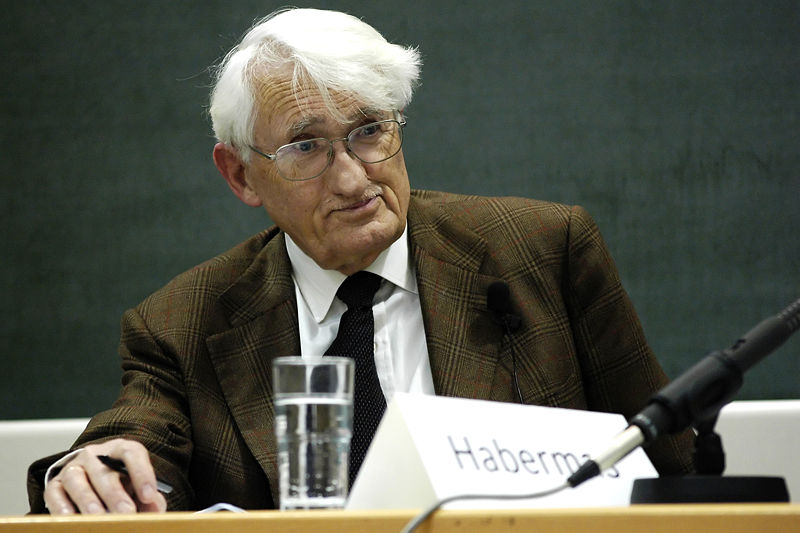
Jürgen Habermas

La concezione del consenso universale è collegata al tema della comunicazione se si riflette sul fatto che il fine del parlare è quello di conseguire un consenso universale che però potrebbe essere artificialmente costruito.
Secondo Jürgen Habermas alla base di questo consenso illusorio vi è però anche un principio a priori, conosciuto istintivamente da ciascuno, che rimanda ad una forma di comunicazione in cui i partecipanti cercano argomentazioni per arrivare ad un consenso di tutti, ottenuto liberamente e capace di valere come razionale.
Da qui, secondo  Karl-Otto Apel - nato nel 1922 a Düsseldorf e professore dal 1972 nell'università di Francoforte - si evidenzia l'importanza dell'analisi del linguaggio per costruire il consenso universale rispettando i principi 
- di comprensibilità, in base alla correttezza grammaticale,
- di verità, intesa come corrispondenza delle parole alla realtà,
- di veridicità, nel senso di parole espresse in buona fede, e infine
- di giustezza, di un parlare che rispetti le norme della comunità dei dialoganti.[12]

Riguardo a queste nuove considerazioni sul consenso universale connesse alla comunicazione, recentemente le analisi linguistiche della scuola di Noam Chomsky hanno indicato la probabile esistenza di strutture grammaticali innate, cioè presenti nel cervello già alla nascita (e.g. nell'area di Broca), grazie alle quali i bambini acquisiscono una (o più) lingue con maggiore rapidità di quanto sarebbe possibile senza queste strutture innate (teoria della grammatica universale).